# Federico Guillermo de Schleswig-Holstein-Sonderburg-Augustenburg
El príncipe Federico Guillermo de Schleswig-Holstein-Sonderburg-Augustenburg (18 de noviembre de 1668 - 3 de junio de 1714) fue un miembro de la Casa de Oldenburgo y un príncipe de Schleswig-Holstein-Sonderburg-Augustenburg. 
Era el hijo menor del duque Ernesto Gunter de Schleswig-Holstein-Sonderburg-Augustenburg y su esposa, Augusta de Schleswig-Holstein-Sonderburg-Glücksburg. En 1675, cuando su padre negoció con el conde Peder Griffenfeld sobre un matrimonio con la hermana de Federico Guillermo, se le prometió un puesto provechoso como preboste de la Catedral de Hamburgo y gobernador de Als. Fue elegido como preboste en Hamburgo en 1676, después de la muerte del director Kielmansegge. Cuando su padre murió en 1689, su testamento instituía que sus posesiones debían ir a su viuda, quien tendría el derecho a establecer la sucesión. Ella tomó una decisión, que fue confirmada por el rey en 1692. Su hijo mayor sobreviviente, Ernesto Augusto, fue excluido de la herencia, debido a que se había convertido al catolicismo, dejando el ducado a Federico Guillermo, quien era por entonces el otro único hijo varón superviviente. Casi simultáneamente, Federico Guillermo también fue elegido gobernador de Sønderborg.
Sin embargo, cuando Ernesto Augusto retornó al luteranismo en 1695, fue elegido gobernador de Sønderborg, ya que vivía ahí. Ernesto Augusto también fue reinstaurado como heredero de Schleswig-Holstein-Sonderburg-Augustenburg. No obstante, cuando Ernesto Augusto murió sin hijos en 1731, el hijo de Federico Guillermo, Cristián Augusto heredó el ducado.
Cuando su madre murió en 1701, Federico Guillermo heredó el palacio de Augustenborg, la mansión de Rumohrsgaard y la mansión de Evelgunde. En 1703, adquirió la mansión Avnbølgaard en Sundeved.
Federico Guillermo sirvió como mayor general en el ejército danés.

## Matrimonio e hijos
El 27 de noviembre de 1694, contrajo matrimonio con Sofía Amalia, una hija del canciller Federico de Ahlefeldt, conde Langeland. Ella murió el 24 de diciembre de 1741. Tuvieron cinco hijos:
- Cristián Augusto (4 de agosto de 1696 - 20 de enero de 1754), duque de Schleswig-Holstein-Sonderburg-Augustenburg (1731-1754) ∞ Kalundborg 21 de junio de 1720, Federica Luisa de Danneskiold-Samsoe (2 de octubre de 1699 - 2 de diciembre de 1744)
- Carlota Amalia María (5 de septiembre de 1697 - 30 de abril de 1760), hasta 1726 monja en Herford ∞ 17 de octubre de 1726, duque Felipe Ernesto de Holstein-Glücksburg (5 de mayo de 1673 - 12 de noviembre de 1729)
- Sofía Luisa (21 de marzo de 1699 - 16 de octubre de 1765)
- Augusta Guillermina (n. y f. 8 de julio de 1700)
- Federico Carlos (10 de noviembre de 1701 - 29 de julio de 1702)